# Martín Boneo
Martín León Boneo Cabello (Buenos Aires, 28 de julio de 1829 - Ib., 20 de septiembre de 1915) fue un pintor argentino. 
En el año 1845 inicia sus estudios artísticos con Juan Camaña en el Colegio Republicano Federal. A partir de 1852 da cases de dibujo en el Colegio del Seminario, donde tiene de discípulo a Pastor Obligado. Años más tarde ocupa la plaza de la docencia artística en la Universidad de Buenos Aires.
En 1857 viajó a Italia para estudiar con Antonio Ciseri. Volvió a Buenos Aires en 1864 y en 1865 se mudó a Chile.
Boneo registró imágenes típicas de la vida cotidiana, naturalezas muertas y escenas religiosas, y mostró además un particular interés por el tema de la inmigración. Vinculado al cuerpo de policía como empleado de la institución, diseñó el gallo que sirve como emblema de la Policía Federal Argentina. También pintó el escudo de la Universidad de Buenos Aires.

## Obra

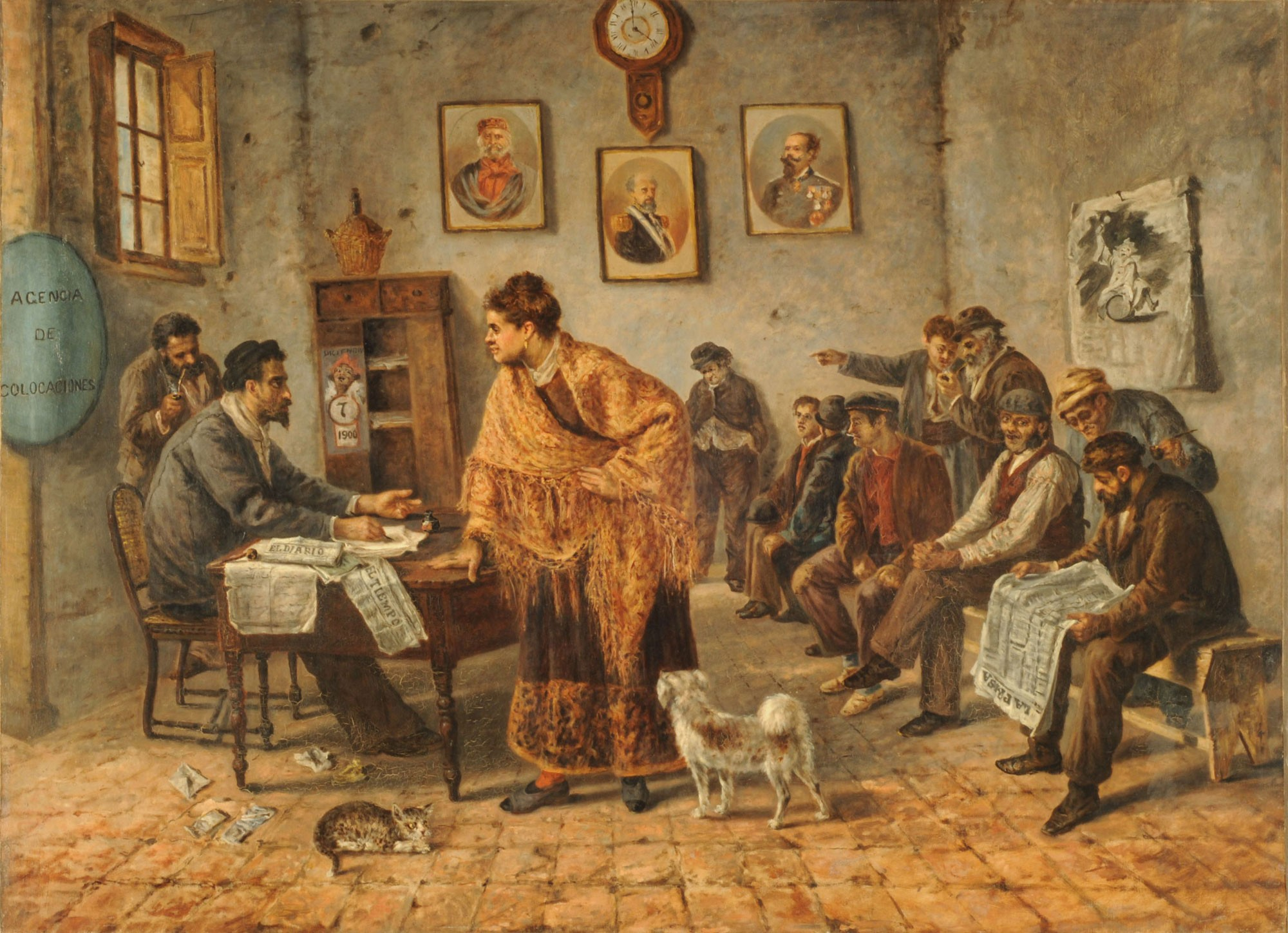
Agencia de colocaciones, óleo sobre tela.
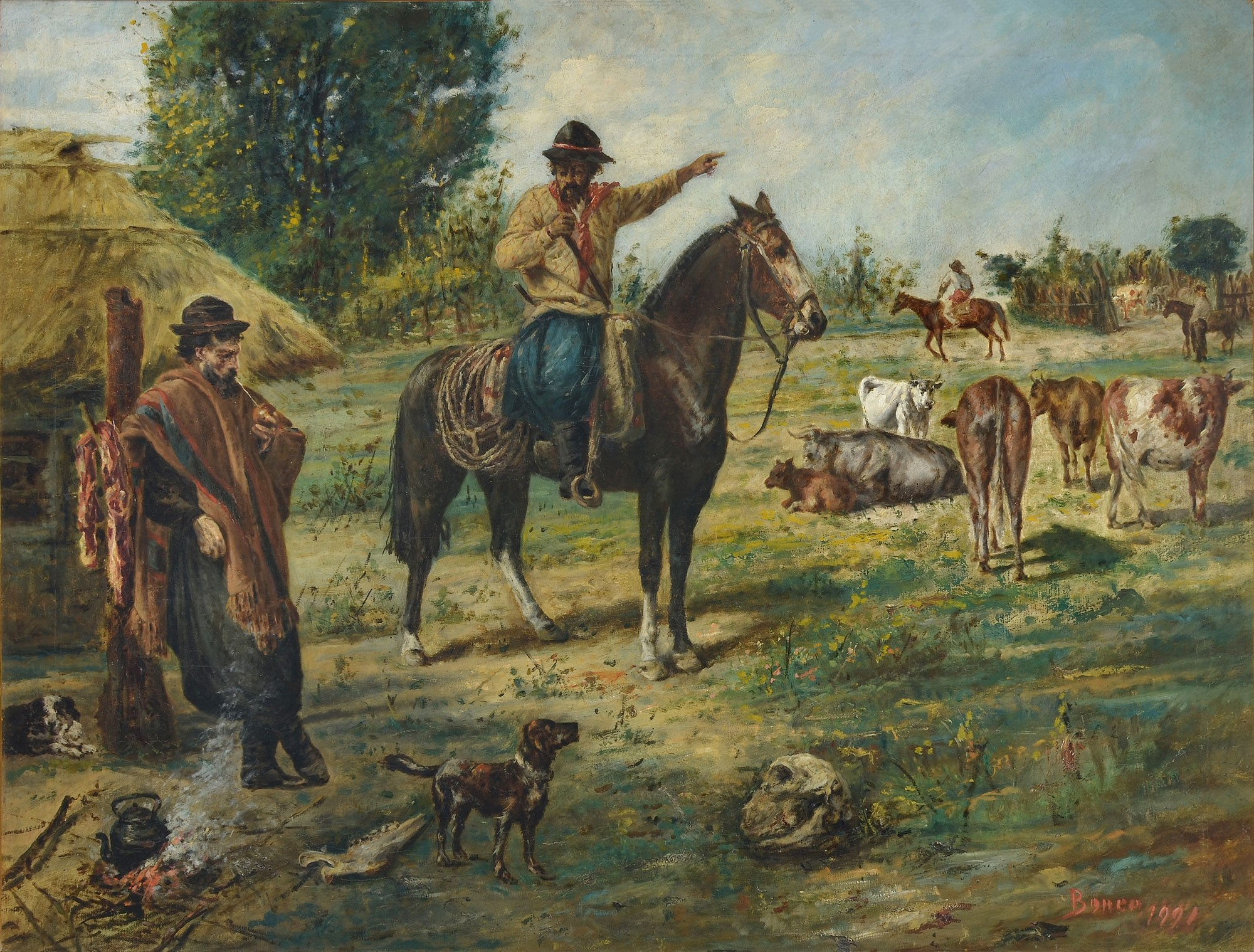
Capataz y peón_rebelde, óleo sobre tela.
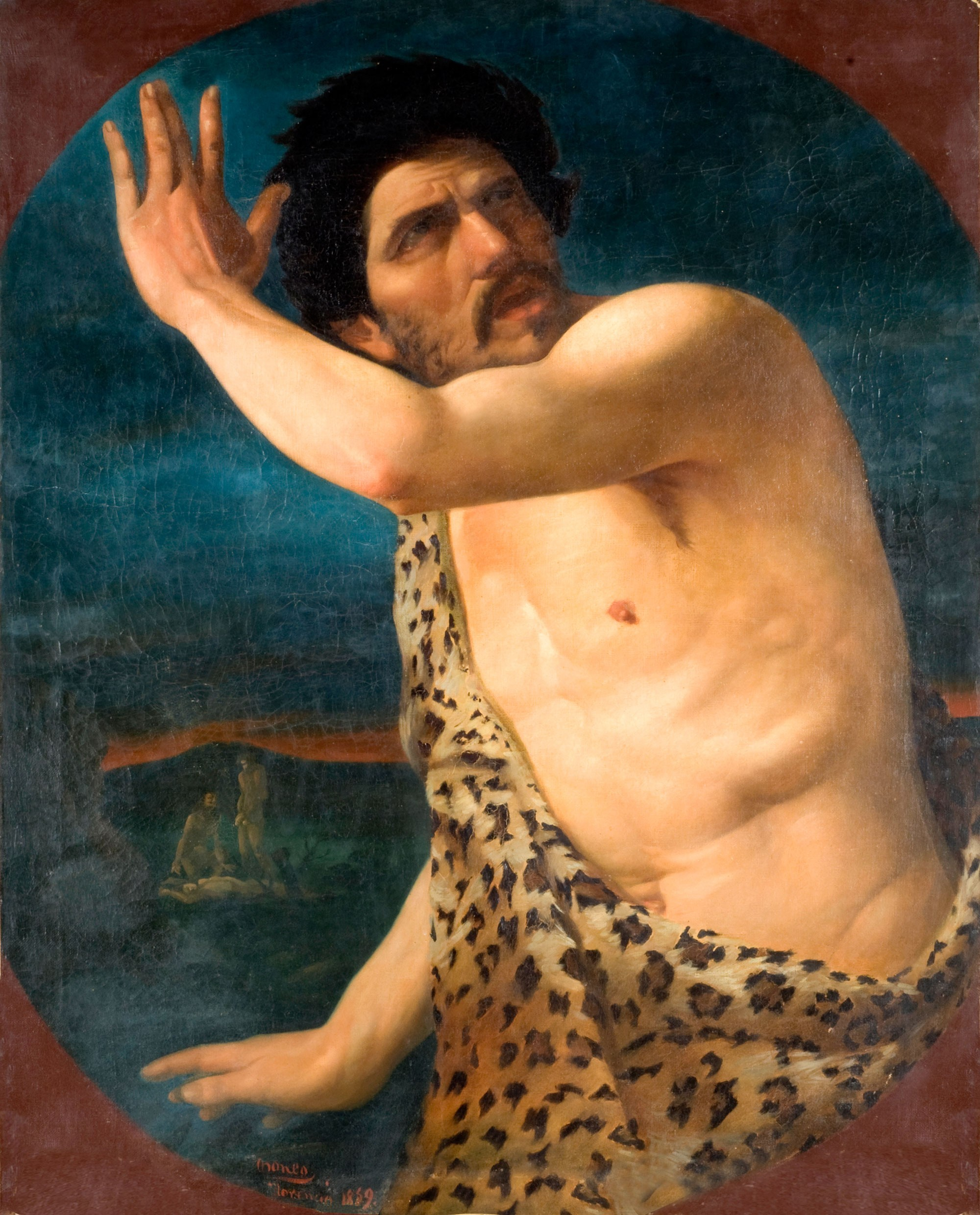
Caín.
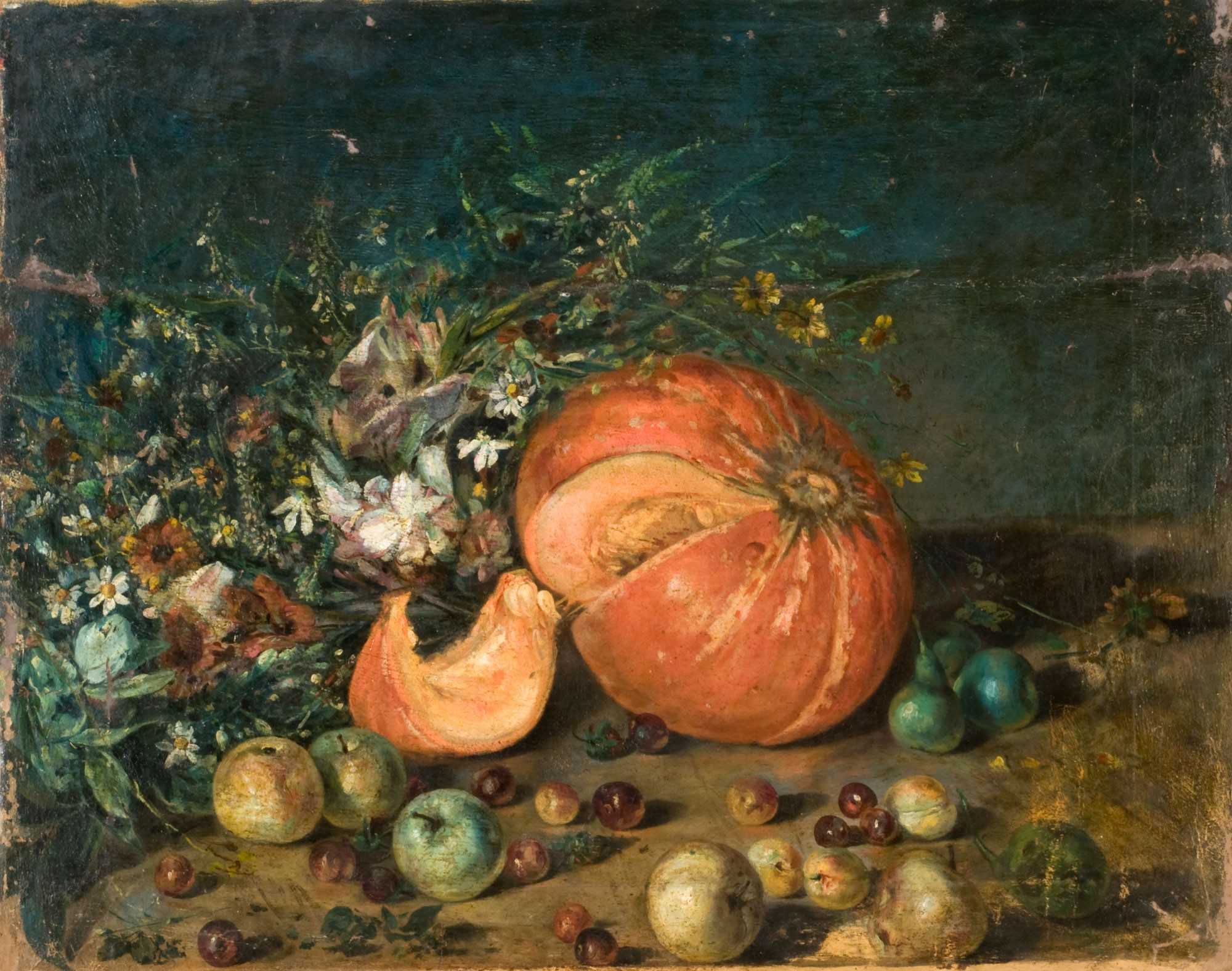
Naturaleza muerta.
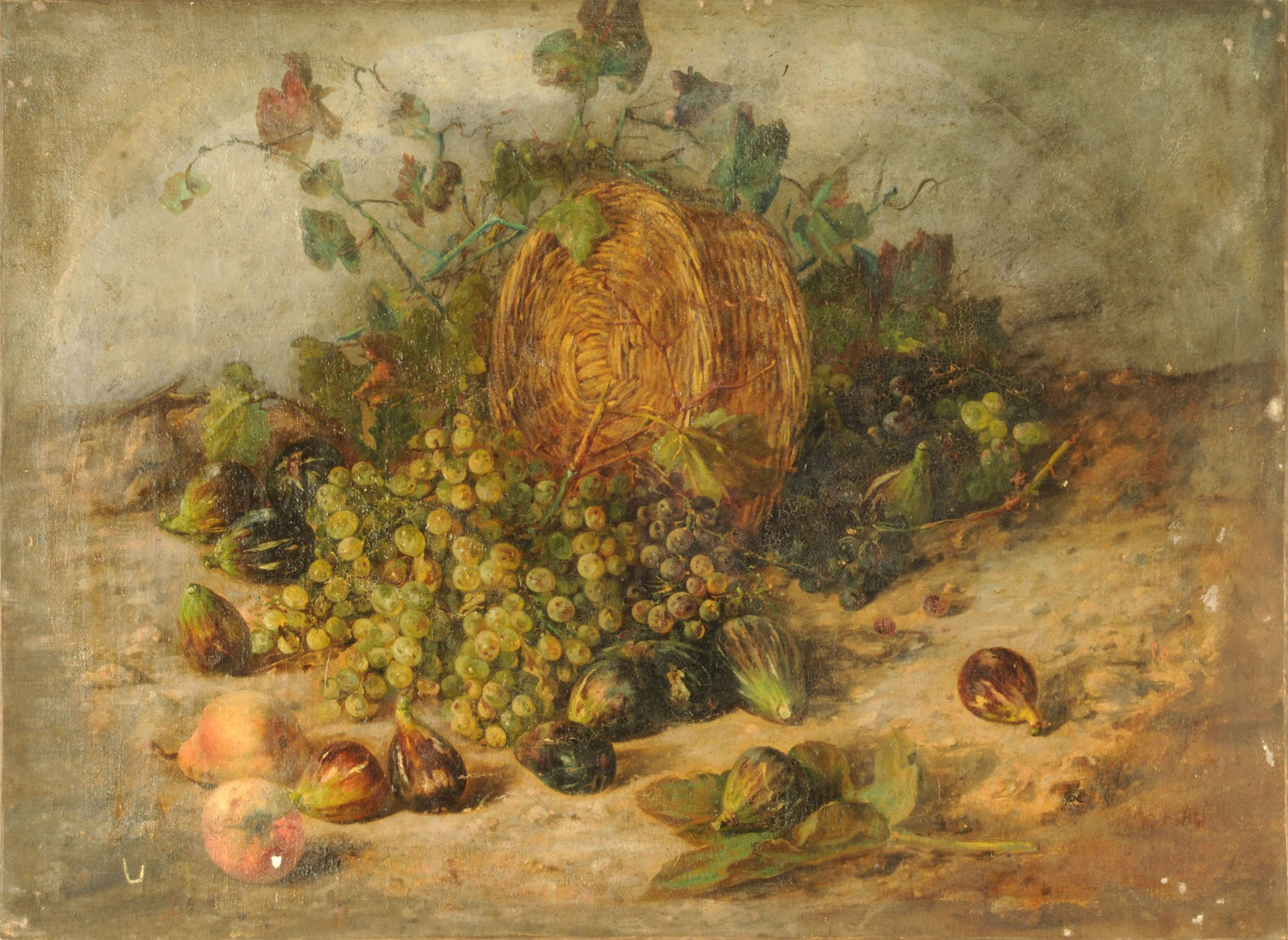
Naturaleza muerta.
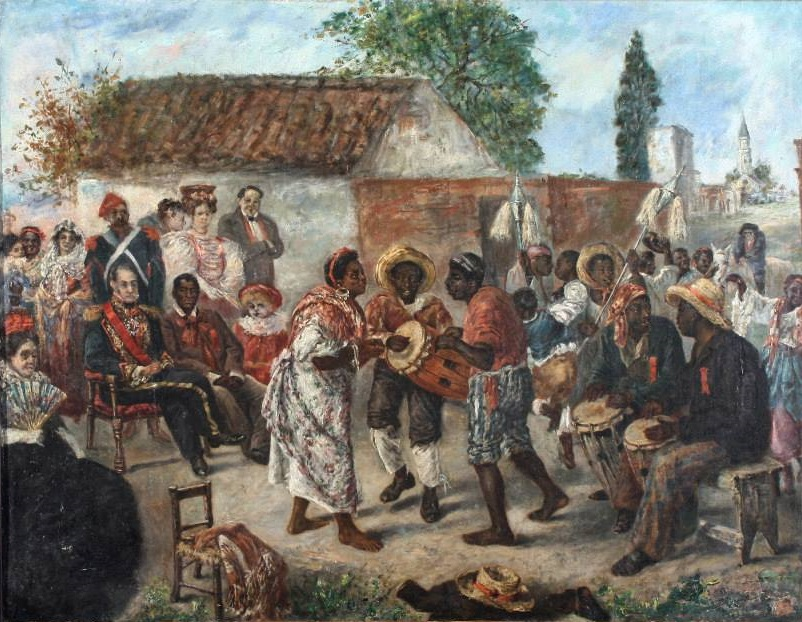
Candombe federal, época de Rosas